# Biskupija Ösel-Wiek
Biskupija Ösel–Wiek (estonski: Saare-Lääne piiskopkond; njemački: Bistum Ösel–Wiek) bila je biskupija Katoličke Crkve koja je postojala od 13. do 16. stoljeća na tlu zapadne Estonije.
Biskupija je kao dio Terre Mariane bila poluneovisna kneževina Svetog Rimskog Carstva.
Prostirala se na površini od 7600 km² na današnjem okrugu Lääne i dijelovima okruga Pärnu, Saare, Hiiu i manjim otocima Zapadnoestonskog arhipelaga.

## Povijest
Biskupiju je osnovao 1228. nadbiskup iz Rige nakon osvajanja otoka Saaremaa, a za prvog biskupa postavio je Gottfrieda dotadašnjeg opata Daugavgrivske opatije.
Konačne granice biskupije odredio je papinski legat Vilim iz Modene koji je 1234. podijelio Terra Marianu na feudalne kneževine. Prva rezidencija biskupije nalazila se u Lihuli, gdje je biskup zajedno sa Livonskim redom sagradio kamenu utvrdu. U pokušaju da izbjegne svađe s utjecajnim Redom, biskup je 1251. preselio svoju rezidenciju u stari Pärnu, koji su desetak godina kasnije spalili Litvanci.
Početkom 1260-ih biskupija je preseljena u Haapsalu, čija je crkva postala katedralna.
Biskup Hermann I dodijelio je 1279. Haapsaluu status grada.
Posljednji biskup Biskupije Ösel–Wiek bio je danski princ Magnus, koji je stigao u Saaremu 1560. ali je izgubio vlast 1572.

## Vanjske poveznice
- Lihulast saab Saare-Lääne piiskopkonna keskus (estonski), pristupljeno 28. travnja 2022.